# SN 2007lv
SN 2007lv – supernowa typu Ia-? odkryta 6 października 2007 roku w galaktyce A232447+0056. W momencie odkrycia miała maksymalną jasność 20,50m.